# La filibusta
La filibusta, conosciuto anche come Quelli della filibusta, era un programma televisivo per ragazzi trasmesso dal 13 settembre al 1º novembre 1969 (per otto sabati successivi) sul Programma Nazionale. Fu poi replicato dal 6 luglio al 24 agosto 1971 (per otto martedì) sempre sul Programma Nazionale.

## Il programma
Gli interpreti erano Donatello Falchi, Elio Crovetto, Alvaro Alvisi (ex componente dei Brutos), Sergio Renda, Gianni Magni (nella parte dell'Olonese) e Claudia Lawrence; il soggetto era di Franco Franchi, Lucio Salvini e Tinin Mantegazza, le scene di Duccio Paganini, i costumi di Gianna E. Sgarbossa, la regia di Beppe Recchia.
Il programma era composto da 8 puntate e andava in onda il sabato sul Programma Nazionale. Era ambientato in una taverna dell'Isola della Tortuga, nelle Antille, ed era registrato nello Studio 2 della Fiera di Milano.
Nella prima puntata l'oste Poldo, aprendo una bottiglia di acquavite, libera il fantasma del pirata Giacinto Acquaragia detto Polveriera (ivi rinchiuso da uno stregone perché si era rifiutato di sposare la sua orrida figlia), che comincia ad intrattenere con gli avventori discussioni sui più famosi bucanieri.
Ogni puntata era dedicata ad un famoso pirata (tra gli altri William Kidd, Francesco Nau detto l'Olonese, Henry Morgan, Calico Jack, Pierre Legrand di Dieppe, Edward Teach detto Barbanera), di cui veniva raccontata la storia; il racconto di tanto in tanto veniva interrotto, lasciando spazio a musiche e scenette comiche a cui prendevano parte vari personaggi, tra cui Maria Rosa, moglie dell'oste. Un personaggio singolare era "lo svanito", lo scemo del paese, che tra le altre cose organizzava eventi musicali ma dava ai cantanti indicazioni sbagliate, mandandoli ad esibirsi in isole deserte.
In ogni puntata vi era poi un ospite, interpretato da un personaggio noto (attore o cantante): vi parteciparono Bobby Solo, Fred Bongusto, Leonardo, Herbert Pagani, Arturo Corso, Nino Ferrer, Enrico Maria Papes e il complesso dei New Trolls ed il Quartetto Cetra. .
La sigla, intitolata La filibusta (scritta da Franco Franchi per il testo e dai fratelli Gian Franco e Gian Piero Reverberi per la musica), era cantata da Enrico Maria Papes e venne pubblicata su 45 giri dalla Telerecord (TLC NP 510).
Inoltre venne anche incisa una versione strumentale della canzone da uno degli autori della musica, Gian Piero Reverberi, che la pubblicò come lato B di un 45 giri della band The Underground Set (Radio Records, RR 1030).
Nel corso del programma vennero presentate altre canzoni, tutte scritte da Franco Franchi per i testi e dai fratelli Gian Franco e Gian Piero Reverberi per le musiche che però non risultano incise in nessun supporto; i titoli sono Ballata dell'Olonese, Ballata di Legrand, Bottiglie di birra, Calci e frustate, Capitano Kidd, Caro amico, Fratelli della costa, Giacinto Giacinto, Giro del mondo, Il mestiere del pirata, Quant'è buono l'Olonese (cantata dai cannibali mentre cucinano in un pentolone Gianni Magni prima di mangiarlo, e il cui ritornello recita "Quant'è buono l'Olonese con la salsa maionese..."), Storia di Morgan, Teach il Barbanera, Terribile e invincibile, Un pirata sa sempre navigare e Vedete la mia spada.